# تراب (کهگیلویه)
تراب روستایی است واقع در بخش مرکزی شهرستان لنده استان کهگیلویه و بویراحمد ایران.
روستای تراب به سه بخش وسطی، علیا و سفلی تقسیم می‌شود که تراب وسطی بزرگ‌ترین بخش می‌باشد.
همه مردم این روستا از ایل بزرگ کرایی می‌باشند و جمعیتی حدود ۲ هزار نفر دارد و رودخانه مارون از میان این سه منطقه می‌گذرد. امامزاده سیدمحمد زرین مشهور به زره‌بر در این روستا واقع است.باغات روستای تراب مکان گردشگران در فصول بهار و پاییز می باشد.پل ارتباطی روستای تراب مکان ارتباط دو شهرستان کهگلویه و لنده می باشد.از جمله مکان های دیدنی می توان به اشکفت هوایی.منطقه سرسبز واربلی. چم نار.کوه شیرین بادام.تنگ اب اشاره کرد.